# EHF Champions League 2024-25 (mænd)
EHF Champions League 2024-25 er den 32. udgave af EHF Champions League for mænd, som er en turnering for de bedste håndboldklubber i Europa for mænd, der arrangeres af European Handball Federation.

## Turneringsformat
Turneringen starter med det indledende gruppespil med 16 hold, fordelt på to grupper, hvor der spilles alle mod alle, hjemme og ude. I gruppe A og B, kvalificerer de to øverste hold sig direkte til kvartfinalen, hvor hold rangeret 3. til 6. går ind i slutspillet.
Udslagsfasen inkluderer af fire runder: slutspillet, kvartfinalen og Final 4-turnering bestående af to semifinaler og finalen. I slutspillet parres otte hold mod hinanden i hjemme-og ude-kampe. De fire samlede vindere af slutspillet, går videre til kvartfinalen og slutter sig til de to øverste hold i gruppe A og B. De otte kvartfinalister er også parret mod hinanden i hjemme-og ude-kampe, hvor de fire samlede vindere kvalificerer sig til sidste Final 4-turnering i juni 2025.
I de sidste fire tilbageværende hold, spiller semifinaler og finale som enkeltkampe, i forbindelse med Final 4-eventet der afholdes i Lanxess Arena i Köln, Tyskland.